# 莲花峰石刻
莲花峰石刻，位于中国福建省南安市丰州镇桃源村，为一个省级文物保护单位，类型为石刻及造像，为第四批福建省文物保护单位，公布时间为1996年9月2日。
莲花峰石刻的历史年代为宋～清。